# Patrick Nuamah
Patrick Amoako Nuamah (* 31. Dezember 2005 in Brescia) ist ein italienischer Fußballspieler. Seit Juli 2022 steht er bei Brescia Calcio unter Vertrag.

## Karriere

### Verein
Nuamah begann seine Laufbahn in seiner Geburtsstadt Brescia bei Brescia Calcio. Im August 2022 stand er in der Coppa Italia erstmals im Profikader. Im September 2022 debütierte der Mittelfeldspieler gegen die AC Perugia Calcio schließlich für die erste Mannschaft in der Serie B.

### Nationalmannschaft
Nuamah gab im September 2022 sein Debüt für die italienische U-18-Auswahl.